# Konojedy
Konojedy település Csehországban, a Kelet-prágai járásban. Konojedy Černé Voděrady, Kostelec nad Černými lesy, Jevany, Nučice, Oplany, Výžerky és Prusice településekkel határos. Lakosainak száma 282 fő (2024. január 1.).

## Népesség
A település lakosságának változását az alábbi diagram mutatja:
| Lakosok száma | 602  | 570  | 461  | 247  | 165  | 247  | 243  | 272  | 274  | 282  |
|               | 1869 | 1900 | 1921 | 1961 | 1980 | 2011 | 2016 | 2019 | 2021 | 2024 |